# Gobernador Castro
Gobernador Castro es una localidad argentina ubicada en el partido de San Pedro, provincia de Buenos Aires. Se encuentra a 6 km de la Ruta Nacional 9, a la altura del km 179,5 de la misma.
Se formó alrededor de la Estación Gobernador Castro del Ferrocarril Mitre, en tierras donadas por Emilio Castro en 1878, de allí el nombre de la localidad. La principal actividad económica es la agricultura, tanto de granos finos y gruesos como de cítricos, batatas y zapallitos, aunque se destaca la producción de duraznos. En la localidad se desarrolla la Fiesta Provincial del Durazno y la Producción.

## Población
Cuenta con 2607 habitantes (Indec, 2010), lo que representa un leve incremento del 0,1% frente a los 2604 habitantes (Indec, 2001) del censo anterior.
| Gráfica de evolución demográfica de Gobernador Castro entre 1960 y 2010 |
|                                                                         |
| Fuentes: INDEC                                                          |

## Cultura
Cuenta con una emisora de radio FM R.A. 97.3.
Las fiestas patronales son el 13 de mayo. 
Hay asimismo una Cooperativa Telefónica y otros Servicios Públicos y una Delegación Municipal.
La educación se desarrolla en la Escuela Primaria N 35, en la Escuela Primaria Instituto Santa María, en la Escuela Secundaria Instituto Santa María y en la Secundaria N 6.
En lo deportivo las instituciones son el Club Agricultores y el Castro Fútbol Club.

## Parroquias de la Iglesia católica en Gobernador Castro
| Diócesis  | San Nicolás de los Arroyos |
| --------- | -------------------------- |
| Parroquia | Nuestra Señora de Fátima   |